# Castello di Charbonnières
Il castello di Charbonnières è un'antica roccaforte del secolo XI, modificato poi nel secolo XVI. Le sue rovine si trovano nel comune di Val-d'Arc nel dipartimento francese della Savoia nella regione Rodano-Alpi. Situato su un antico sedime glaciale sulla sommità di una rocca che predomina il borgo di Aiguebelle, di circa 80 metri, serrava l'accesso alla valle di Maurienne ed è sulla via verso l'Italia attraverso il colle del Moncenisio.
Léon Menabrea, nel suo lavoro le Alpi storiche del 1841, segnala che il nome Charbonnières non proverrebbe l'esistenza di una carbonaia, ma piuttosto di un termine militare che qualifica le fortificazioni costruite di palizzate.
Il castello fu la prima residenza dei conti di Savoia con il capostipite Umberto Biancamano, già conte di Moriana, prima che questi trasferiscano la loro residenza comitale a Montmélian e quindi - nel 1295 - a Chambéry.

## Storia
All'inizio del secolo XI, la famiglia Miolans, visconti di Moriana, ebbero tra i loro possedimenti il castello che tennero fino verso la fine dello stesso secolo. Il castello è citato dal 1023 e, in un documento del 10 marzo 1044, un giovane chierico, Aimone figlio di Ugo, fece una donazione della chiesa di Voglans ai monaci della abbazia di Novalesa.
Amedeo I di Savoia, Oddone di Savoia, risiedettero alternativamente tra il castello di Avigliana e il castello di Charbonnières; Amedeo II di Savoia, pare che vi sia nato. I conti Tommaso I e Filippo I di Savoia sono anche loro nati al castello.
Il castello ha ospitato la prima zecca dei conti di Savoia. Il denaro, sullo stile di quello di Aiguebelle, imita la valuta dei vescovi di Vienne, coniato sotto il regno di Oddone.
La roccaforte, nonostante lo spostamento del centro della contea di Savoia verso il nord-ovest, a Montmélian e quindi a Chambéry, restò un piazzaforte importante nella quale i conti risiedettero spesso. È al castello che fu firmato, l'8 aprile 1266 da Pietro II di Savoia, un documento che stabilisce a San Michele di Moriana una fiera ed un mercato settimanale. Ad ulteriore conferma dell'importanza strategica della piazzaforte, nel 1355 la città di Aiguebelle fornisce ad Amedeo VI di Savoia dieci uomini a cavallo e duecento fanti
Dopo una sostanziale distruzione del castello, avvenuta nel 1536 quando le truppe di Francesco I di Francia entrarono in Savoia, il duca Emanuele Filiberto di Savoia ordinò la rimessa in opera del castello all'interno di un più ampio quadro di restauro dei suoi possedimenti territoriali. il castello divenne così, nel 1559, una vera e propria rocca fortificata. Una nuova incursione avvenne nel giugno del 1597 con le truppe di François de Bonne de Lesdiguières e di suo genero Carlo I di Blanchefort de Créquy che posero il castello d'assedio. La guarnigione, forte soltanto di 50 uomini, si arrese dopo 8 giorni. Il duca Carlo Emanuele I di Savoia ne riprese possesso il 7 marzo 1598.